# Vianney Mabidé
Vianney Mabidé (Bangui, 31 agosto 1988) è un ex calciatore centrafricano, di ruolo centrocampista.

## Carriera

### Club
Gioca dal 2006 al 2007 al Bitam. Nel 2007 si trasferisce al Mangasport. Nel 2009 passa al Bitam. Nel 2010 viene acquistato dal Difaâ d'El Jadida. Nel 2012, dopo un prestito all'Al-Taawoun, viene ceduto allo Raja Casablanca, con cui ha preso parte alla Coppa del mondo per club FIFA 2013, realizzando la rete del definitivo 3-1 sull'Atlético Mineiro. Nel 2015 si trasferisce al Moghreb Tétouan. Nel gennaio 2017 passa all'Al-Ahly Tripoli.

### Nazionale
Ha debuttato in nazionale il 4 settembre 2010, in Marocco-Repubblica Centrafricana. Ha segnato la sua prima rete con la maglia della nazionale il 26 marzo 2011, in Tanzania-Repubblica Centrafricana.

## Palmarès

### Competizioni nazionali
- Campionato marocchino di calcio: 1

Raja Casablanca: 2012-2013